# TOHOKU EMOTION

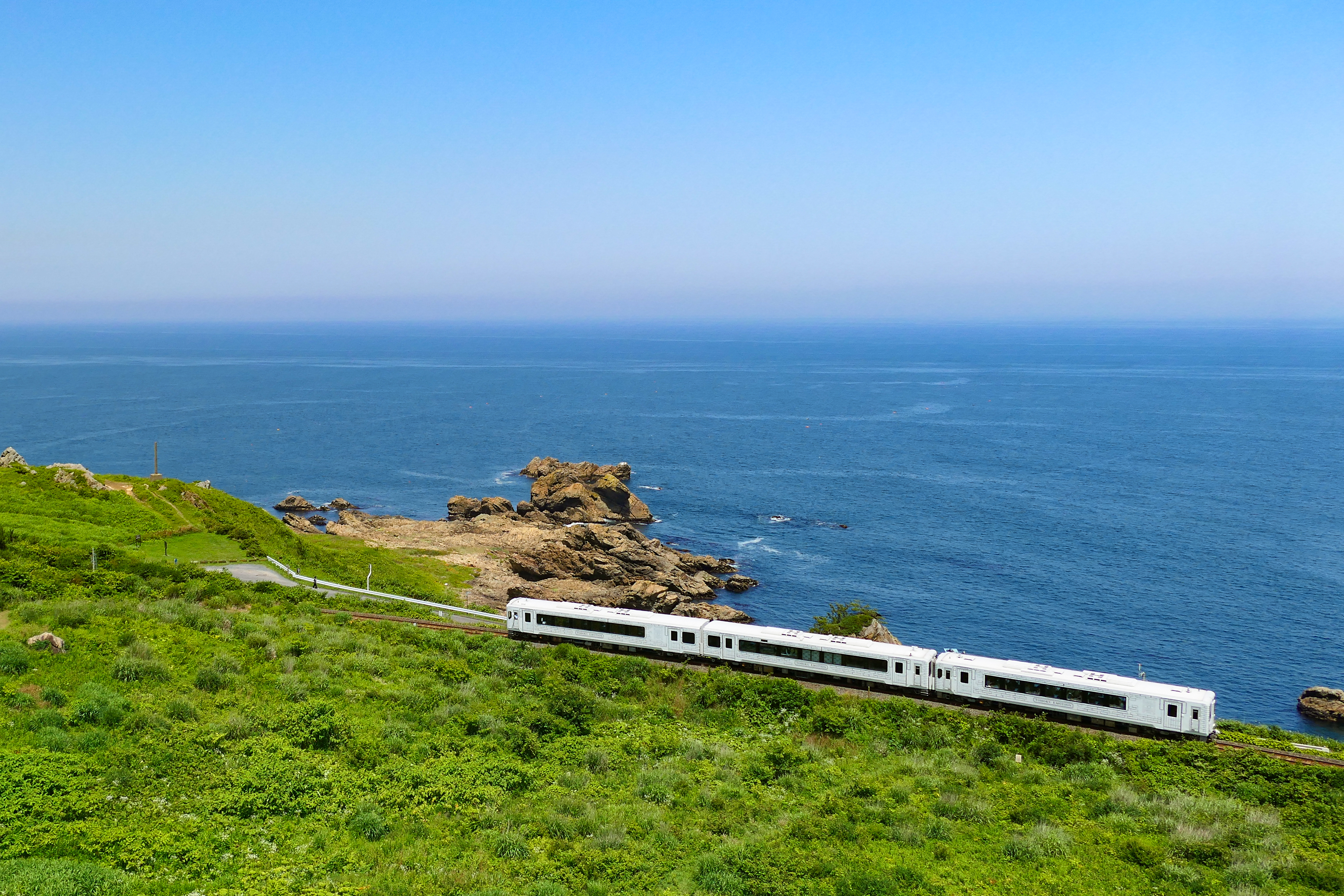
鮫 - 陸奥白浜間の種差海岸沿いを走行するTOHOKU EMOTION

TOHOKU EMOTION（トウホクエモーション、東北エモーション）は、東日本旅客鉄道（JR東日本）が運行する「のってたのしい列車」用の鉄道車両（気動車）である。

## 概要
「新しい東北を発見・体験」することにこだわった列車で、キハ110系気動車3両を改造し、列車全体を「移動するレストラン」として運用する。
2013年2月、「2013年（平成25年）秋以降、臨時列車として八戸線にて土休日、ゴールデンウィーク、夏休み、年末年始を中心に年間150日間程度運行される予定」と発表された。

## 運行概況
土休日を中心に1往復の運行が設定される。夏休み期間などには平日でも運行されることがある。
乗車には大人1名を含む2名以上での事前の予約が必要で、旅行商品（パッケージツアー）として発売するため、団体専用列車扱いの運行となる。従って、車両正面の種別幕も「団体」となる。
2013年（平成25年）10月19日に予定通り運行を開始し、最初は2014年（平成26年）3月30日までの土休日の33日間で運行された。
最初のシーズンの運行が好評だったことから、2014年4 - 9月にも50日間の運行が追加された。その後も半年ごとに日時を決定している。特別企画として他の路線を運行する場合もまれにあるが、通常の運行区間は当初から一貫して八戸 - 久慈間である。
下り（往路）は八戸駅発で、ランチコースが提供される。担当シェフは半年交代、メニューは3か月ごとに変更を行い、再び利用したくなるように工夫している。
上り（復路）は久慈駅発で、鮫駅到着までの間デザートブッフェが提供される。準備の都合上、往復利用の場合でも久慈駅で一度車外へ出る必要がある。
日時によっては、大漁旗などによる沿線住民からの見送りが見られることもある。

### 停車駅
八戸駅 -（本八戸駅 - 鮫駅 - 種差海岸駅）- 久慈駅
- 本八戸駅、鮫駅、種差海岸駅は上り（復路）のみ、下車できる。ただし、乗車はできない。
- このほか、景観のよい場所では減速運転や停車を行う。

### 特別企画での運行
- 八戸駅 - 青森駅間（青い森鉄道線経由）で2017年9月7日に運行された[7]。

- 2019年6月8日（釜石行）・9日（八戸行）に、「TOHOKU EMOTION SPECIAL」として八戸駅 - 釜石駅間（三陸鉄道リアス線経由）で運行された[8][9]。

- 2019年9月30日に、「TOHOKU EMOTION AOMORI」として八戸駅 - 青森駅間で運行された[10]、11月23日[11]。

- 2021年5月15日に、「TOHOKU EMOTION TSUGARU」として八戸駅 -（青森駅）- 弘前駅間で運行された[12][13]。復路は初の「バータイム」とされた。

## 車両
車両のデザインはインテリア・キッチン・エクステリアの各々のデザイナーが東北地域の特徴を生かした志向でまとめられ、移動手段としてだけではなく列車に乗ること自体を楽しむことを目的として企画された。TOHOKU EMOTIONの外観デザインは、奥山清行が代表のKEN OKUYAMA DESIGNが担当した。
編成は、キハ110系一般形気動車の3両を、以下の通り固定編成化したものになっている。
|          | ← 八戸久慈 → | | |
| 号車     | 1 | 2 | 3 |
| 車番     | キハ111-701 | キクシ112-701 | キハ110-701 |
| 種車     | キハ111-2 （元釜石線急行「陸中」用） | キハ112-2 （元釜石線急行「陸中」用） | キハ110-105 （元小海線普通列車用）                                                                                      |
| 車内設備 | 4人1部屋のコンパートメント7室 | ライブキッチンスペース | オープンダイニングスペース                                                                                              |
| 内装     | 人工大理石と木で構成されたテーブルやクローゼットを備え、4人掛けの革張りクロスシートを持つコンパートメント車両。 7室すべてが海側となる。利用には追加料金が必要で、その額は人数によって異なる。 | オープンキッチン、バックキッチン、オープンバーの構成。オープンキッチンでは、提供される料理を目の前で作るライブ感覚の演出が楽しめるように通路との仕切をガラス張りに変更。 乗客の乗降はこの車両からしか出来ない。 | 通路をはさんで海側に2人用の四角いテーブル2卓を3組、山側に2人用の三角形のテーブル7卓を配置。2人連れから4人連れまで対応。 |
| 定員     | 28人 | 座席なし | 20人 |

なお、「キクシ」の形式記号は日本国有鉄道（国鉄）時代を通じても初となった。「キクシ」はディーゼル車両に属するがエンジン無しの運転台つき食堂車という意味である。
全車とも、各所に津軽地方の伝統工芸や名産・特産に見立てたものをちりばめている。
床敷物やキッチン窓には伝統工芸の技法「こぎん刺し」、オープンダイニングには久慈の名産である「琥珀」をイメージしたウォールライトなどが取付けられ、東北各県の特産を素材とした料理を味わいながら、車両の室内空間も楽しめるように配慮された内装となった。
また、備え付けのトイレを和式トイレから車イスでも利用可能なバリアフリー対応の大型トイレに改造している。